# Partido Nacional de California
El Partido Nacional de California (en inglés: California National Party, CNP) es un partido político del estado de California que tiene como principal meta lograr la independencia de California de los Estados Unidos de América.

## Historia
El 6 de enero de 2016, la oficina del Secretario de Estado de California envió un memorándum a cada una de las 58 oficinas del Registro de Votantes de California para informarles que "recibieron notificación formal del Partido Nacional de California de su intención de registrarse como partido político" el 7 de diciembre de 2015 y posteriormente asignó al partido la designación de código "CNP".
El Partido Nacional de California se inspira en el Partido Nacional Escocés, el partido político dominante en Escocia que defiende la independencia escocesa del Reino Unido. Louis J. Marinelli, el presidente interino del partido en la época de su fundación, dijo a Vice News en una entrevista el 17 de febrero de 2016 que el Partido Nacional de California estaba "inspirado en el Partido Nacional Escocés", agregando la intención de "seguir sus pasos". Marinelli es el actual presidente de Yes California Independence Campaign, un activista de derechos civiles, y solía ser un maestro en San Diego.
El 18 de marzo de 2016, el Registro de Votantes del Condado de San Diego actualizó su lista de candidatos públicamente disponibles para las primarias del 7 de junio de 2016 para reflejar que Louis J. Marinelli, candidato del Partido Nacional de California en la Asamblea Estatal en el Distrito 80, fue calificado para la votación después de haber sido nominado con éxito por el número requerido de votantes.

## Presidentes
- Michael Loebs (Desde 2018)
- Theo Slater (2016 - 2018)
- Louis J. Marinelli (2015 - 2016)